# 불안-몰입 애착
불안-몰입 애착(Anxious-preoccupied attachment)은 여러 심리적 대인관계적 문제와 연관지어져 왔다. 예를 들어, 연구를 통해 불안-몰입 애착이 아동기 정서적 학대(emotional abuse)와 경계선 성격장애(borderline personality disorder)와의 관계를 매개한다는 주장이 제기되어 왔다.

## 특성
불안-몰입 애착 유형 소유자는 관계에서의 친함(closeness)과 친밀함(intimacy)에 대한 강한 욕구를 특성으로 하지만, 이들은 애착 대상 인물(attachment figure)의 이용가능성과 반응성에 대한 불안과 불확실성이 높다는 것을 경험하기도 한다. 이런 애착 유형은 자기에 대한 부정적인 모델과 타인에 대한 긍정적인 모델과 연결되며, 이는 관계에 대한 몰입과 유기공포(fear of abandonment)를 일으킨다.
불안-몰입 애착 유형은 정서적 단서(emotional cue)에 대한 민감도가 높고, 타인에게서 고통 강도(pain intensity)와 불쾌함(unpleasantness)을 더 많이 감지하는 경향이 있다. 이는 자신의 "참자기(actual-self)" 특질을 타인에 대한 인식에 투사(projection)하기 때문일 것이다. 이들은 특히 치료사와의 관계가 강하지 않으면, 치료 목적을 달성하는 것에 걱정이 더 크고, 치료 중 가장 최근에 울었던 에피소드로부터 긍정적인 결과를 덜 감지하는 경향이 있다.
불안-몰입 애착 유형은 자기관이 부정적이고 타인관은 변덕이 심하거나 분열(splitting)되어 있는데, 이는 대인관계에서의 기능부전(interpersonal dysfunction)에 기여할 수 있다.
불안-몰입 애착 유형은 자신의 감정을 돌아보는 기회가 더 많아, 자신의 느낌을 이해하고 표현하는 능력이 높아지게 된다. 이들은 자기 침묵 전략(self-silencing strategies)에 의존하고, 특히 친한 사이에서 부정적 감정 표현을 자제할 것이다.

## 원인
불안-몰입 애착 유형은 사회적 평가 과업 동안 편도체(amygdala) 활성화가 증가된 것을 근거로, 정서적으로 유의미한 사회적 단서(social cue)에 대한 각성(vigilance)이 높아져 있다는 것과 관련되어 왔다. 이는 애착 대상 인물의 이용가능성과 반응성에 관하여 과도하게 걱정하는 경향에 기여한다.

## 연구
부모 양육 연구에서는 불안-몰입 애착 유형 부모가 안정 애착 유형 부모에 비하여 적대적 성향은 보다 많으면서도 애정 성향은 낮다는 것을 밝혔다.
연령차에 있어, 연구는 나이 많은 성인은 상대적으로 어린 성인에 비하여 몰입형 애착 수준이 낮다고 밝혀졌다.

## 같이 보기
- 애착 이론